# Kaisereiche (Berlin)
Die als Naturdenkmal geschützte Kaisereiche im Berliner Ortsteil Friedenau wurde zu Ehren des Deutschen Kaisers Wilhelm I. anlässlich der Goldenen Hochzeit mit seiner Frau Augusta sowie seines 82. Geburtstags am 22. März 1879 von Gustav Schenk gepflanzt. Schenk war seinerzeit Verleger der damaligen Königlich Geheimen Oberhofbuchdruckerei und einer der ersten Siedler Friedenaus. Der Baum stammte aus der Baumschule Dreilinden des Prinzen Friedrich Karl. Die ursprünglich gepflanzte Eiche musste im November 1883 ersetzt werden, weil sie aus Protest gegen die Sozialistengesetze stark beschädigt worden war.

## Umbenennung

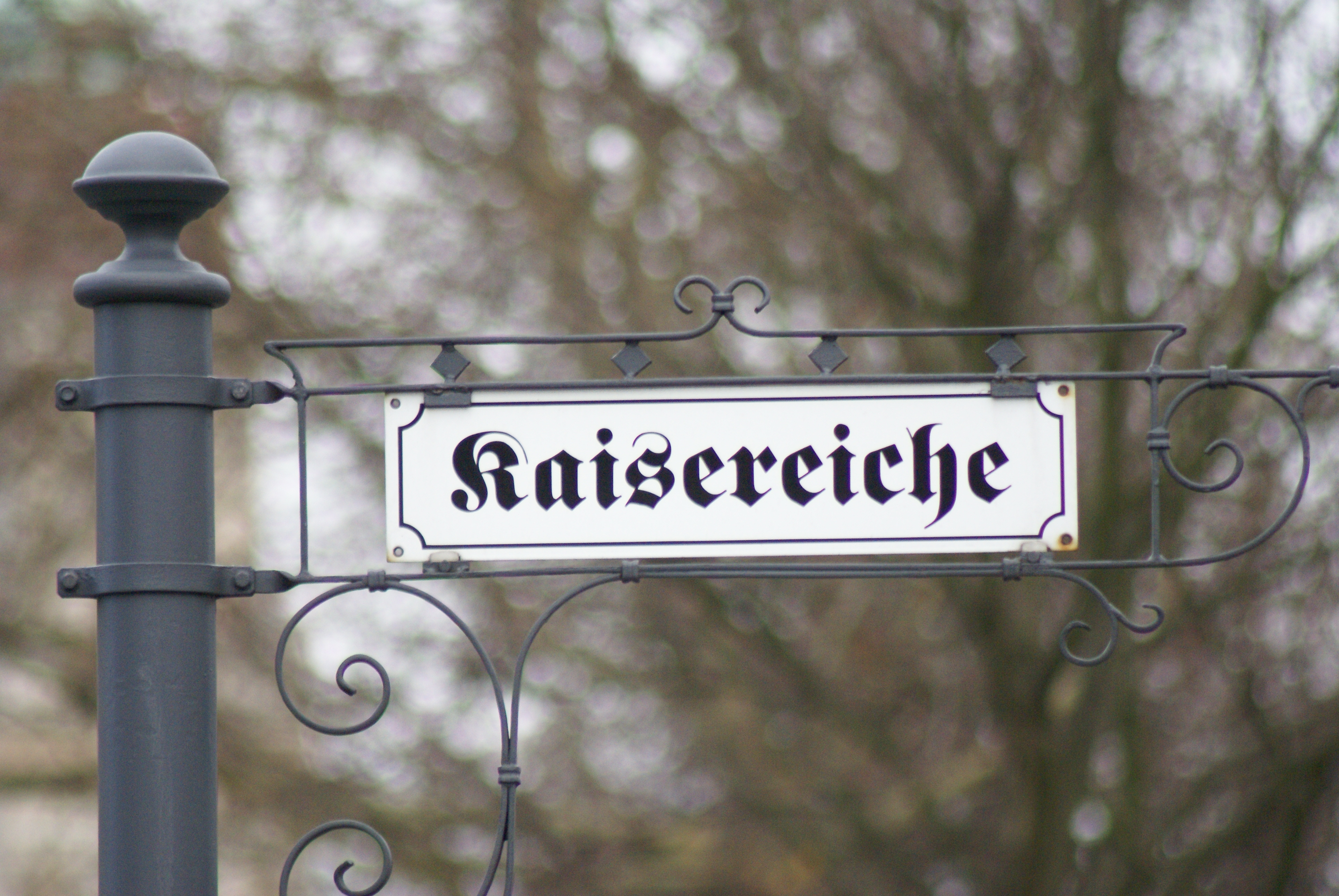
Historisch nachempfundenes Schild an der Kaisereiche

Der Platz, an dem die Eiche steht, wird im Volksmund seit 1879 ebenfalls Kaisereiche genannt. Vorher wurde er als Rondell bezeichnet. In den offiziellen Straßenverzeichnissen gibt es keine Kaisereiche, der Platz ist amtlich nicht gewidmet. Allerdings wird die BVG-Bushaltestelle in unmittelbarer Nähe der Verkehrsinsel so genannt. Auch ein seinerzeit geplanter U-Bahnhof der dort in den 1960er Jahren projektierten U-Bahn-Linie 10 sollte diese Bezeichnung erhalten. Der an der Ecke Rhein-/Moselstraße befindliche Taxistand heißt „Kaisereiche“.

## Jubiläumsfeier 2004

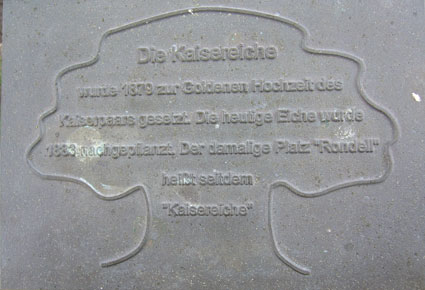
Schild an der Kaisereiche

Am 19. September 2004 stand die Kaisereiche im Mittelpunkt einer Geburtstagsfeier. Sie hatte „in ihren 125 Jahren zwei Kriege und den Berliner Verkehr überlebt“ (Zitat). Eigentlich war die „Jubilarin“ erst 121 Jahre alt, denn der ursprüngliche Baum war bereits nach vier Jahren ersetzt worden (siehe oben).
Als Geburtstagsgeschenk enthüllte Franz-Friedrich Prinz von Preußen eine Gedenktafel aus Messing, außerdem wurde ein historisches Straßenschild eingeweiht.